# Ливингстон, Дэвид Ноэль
Дэвид Ноэль Ливингстон (англ. David Noel Livingstone; род. 15 марта 1953, Северная Ирландия) — британский географ и историк. Профессор географии и интеллектуальной истории Университета Квинс в Сев. Ирландии (с 1993 года), член Британской академии (1995) и Ирландской королевской академии (1998), а также Европейской Академии (2002).
В Университет Квинс в Белфасте получил степени бакалавра географии с отличием (1975) и доктора философии (PhD) по географии (1982). С 1984 года куратор в альма-матер, с 1989 года преподаватель, а с 1993 года профессор географии и интеллектуальной истории Школы географии, археологии и палеонтологии.
Женат, двое детей.
OBE (2002) — за заслуги в географии и истории.
Почётный доктор DLitt Абердинского университета (2013).
Автор многих публикаций, в том числе нескольких книг.
Книги
- Adam’s Ancestors: Race, Religion, and the Politics of Human Origins (2008) ISBN 9781421400655
- Dealing with Darwin: Place, Politics, and Rhetoric in Religious Engagements with Evolution (2014) ISBN 9781421413266